# 霍拉姆沙赫尔
霍拉姆沙赫尔（波斯語：‎）是伊朗胡齐斯坦省的一座港口城市，濒临阿拉伯河。该城在两伊战争期间的巷战中曾遭到巨大破坏并被伊拉克占领了一段时期。由于地处和伊拉克的边境线，受到战争很大的影响，人口变化很大，从2005年的624,321人急剧下降到2006年的338,922人。

## 相关
- 阿巴丹